# Вацлав IV
Вацлав IV (лат. Wenceslaus, нем. Wenzel, чеш. Václav, итал. Venceslao; 26 февраля 1361, Нюрнберг — 16 августа 1419, замок Нови-Град-у-Кунратиц, Прага) — король Германии (формально Римский король) с 1376 года под именем Венцель; король Чехии с 1378 года. Из династии Люксембургов. Сын императора Священной Римской империи Карла IV. В 1400 году был низложен с германского трона, но остался королём Чехии.

## Наследник отца
Отец Вацлава, Карл Люксембургский, желая обеспечить за сыном наследование чешского престола, короновал его в 1363 году, когда Вацлаву было всего два года. По словам очевидца, во время коронации маленький Вацлав неимоверно кричал и испражнился на алтарь Святого Мауриция.
В 1373 году его отец добился для него титула курфюрста — маркграфа Бранденбурга. 10 июня 1376 года он также добился избрания Вацлава Римским королём, причём из пяти голосов курфюрстов, два (короля Богемии (Чехии) и маркграфа Бранденбурга) принадлежали императору и самому Вацлаву.
Для обеспечения избрания своего сына Карл IV отменил привилегии многих имперских городов, которые сам же им ранее дал, и заложил их различным представителям знати. Однако эти города обладали определённой мощью, и могли выступить как военная сила. Более того, так как Карл организовал города в лиги, это позволило им кооперироваться и для крупных операций. 4 июля 1376 года, за 2 дня до коронации Венцеля, четырнадцать швабских городов объединились в независимую лигу для защиты своих прав от нового короля. Швабская лига привлекла новых членов и до 1389 года действовала как независимый субъект империи.
Ссора между курфюрстом Баварии и архиепископом Зальцбурга послужила сигналом к войне в Швабии.
Итогом, закреплённым Вацлавом в Шебе в 1389 году, стал запрет на любые союзы между городами, при подтверждении политической автономии внутри городов. Это соглашение обеспечило стабильность на несколько последующих десятилетий.

## Король Чехии
После смерти Карла, наступившей 29 ноября 1378 года, Вацлав наследовал Чехию.
Как король Чехии, Вацлав постоянно конфликтовал с высшим духовенством страны, отстаивал приоритет светской власти и вмешивался во внутрицерковные дела, полагая пражское архиепископство одним из главных своих оппонентов во внутренней политике. Аналогичные конфликты происходили и с представителями чешской знати.
Похищение и убийство в 1393 году пражского викария Яна Непомуцкого, выполненное по приказу короля, вызвало восстание и военную акцию, в которой против него выступил его двоюродный брат Йост Моравский, претендующий на регентство.
В 1394 году Вацлав был пленён восставшей знатью и отправлен в заточение в Австрию. По дороге король некоторое время содержался в розенбергских замках Крумлов, Виткув-Камен, Дивчи-Камен и Пршибенице. В 1396 году при посредничестве его младшего брата Сигизмунда Вацлава освободили. Он сохранил германский престол в обмен на Лужицы и Бранденбург, а Сигизмунд был назван его наследником.
Вацлав IV стремился защитить религиозного реформатора Яна Гуса и его последователей от попыток римско-католической церкви объявить их еретиками. Пражский архиепископ Збинек Зайиц из Газенбурка прямо обвинил Гуса в ереси, что бросало тень и на короля. Позднее на Констанцском соборе Гуса прямо спрашивали, не одобряет ли он убийство Яна Непомуцкого и пытались обосновать, что Яна убили волей еретиков — сторонников Гуса.
Занятый в Чехии, Вацлав более 10 лет не был в Германии. Этим воспользовался Рупрехт Виттельсбах, претендовавший на трон Германии. Ввиду неисполнения обязанностей короля Германии, Венцель был вызван на совет немецкой знати в 1400 году, но из-за возобновления военных действий в Чехии, в которых против него вновь принял участие Йост, Венцель на совет не прибыл. 20 августа 1400 года выборщики объявили его смещённым за пьянство и некомпетентность (неучастие в немецких делах и участие в церковном расколе) и избрали королём Рупрехта III Пфальцского.
В 1402 году Вацлав был снова захвачен и временно низложен своим братом Сигизмундом при поддержке чешской знати. Но уже летом 1403 года Вацлава освободили рыцари, возглавляемые Яном из Микулова.

## Конец раскола
18 мая 1410 года умер Рупрехт III, и у Германии оказалось два короля: Йост и Сигизмунд. Вацлав не признал своё смещение и продолжал считать себя королём Германии. После смерти Йоста, наступившей 18 января 1411 года, Вацлав согласился отдать корону в обмен на гарантии сохранения за ним Чехии. Это разрешило ситуацию, и после 1411 года Сигизмунд правил Германией (сначала как король, а позже — император).
В 1414 году Сигизмунд при поддержке епископов и светских лидеров, уставших от великого раскола, созвал вселенский собор в Констанце. Собор низложил всех трёх правивших в то время пап и выбрал нового. Разрешив раскол, Сигизмунд восстановил значение императорского титула и сделал себя наиболее влиятельным монархом на западе. В ходе борьбы с ересями на соборе был осуждён и сожжён на костре Ян Гус.
Вацлав умер 16 августа 1419 года от сердечного приступа. После его смерти Чехия вошла в глубокий политический кризис. Корону Чехии должен был наследовать Сигизмунд.

## Браки
- 1-я жена: (с 29 сентября 1370 года, Прага) Иоанна Баварская (1362 — 31 декабря 1386), вторая дочь Альбрехта I (25 июля 1336 — 13 декабря 1404), герцога Баварии (с 1347 года). Брак был бездетным.
- 2-я жена: (с 2 мая 1389, Прага) София Баварская (1376 — 26 сентября 1425), единственная дочь Иоганна II (1341—1397), герцога Баварии (с 1375 года). Брак был бездетным.

## В искусстве
Образ Вацлава IV в кино
- Война за веру: Магистр / Jan Hus (1954; Чехословакия) режиссёр Отакар Вавра, в роли Вацлава Карел Хёгер.
- Война за веру: Полководец / Jan Žižka (1957; Чехословакия) режиссёр Отакар Вавра, в роли Вацлава Карел Хёгер.
- Средневековье (2022, Чехия, США).

В видеоиграх
- Упоминается в игре «Kingdom Come: Deliverance» и «Kingdom Come: Deliverance II»